# 史蒂芬妮·墨菲
史蒂芬妮·墨菲（英語：Stephanie Murphy，漢字：鄧氏玉蓉，1978年9月16日—），越南裔美國政治家。

## 生平
自2017年開始，她是佛羅里達州第七國會選區選出的美國民主黨眾議院議員。2021年12月20日，墨菲宣布她將不再競選2022年美國中期選舉。

## 外部連結
- C-SPAN內的頁面（英文）